# Макграт (Міннесота)
Макграт (англ. McGrath) — місто (англ. city) в США, в окрузі Ейткін штату Міннесота. Населення — 41 особа (2020).

## Географія
Макграт розташований за координатами 46°14′32″ пн. ш. 93°16′29″ зх. д. / 46.24222° пн. ш. 93.27472° зх. д. (46.242154, -93.274840).  За даними Бюро перепису населення США в 2010 році місто мало площу 0,93 км², уся площа — суходіл.

## Демографія
Згідно з переписом 2010 року, у місті мешкало 80 осіб у 32 домогосподарствах у складі 19 родин. Густота населення становила 86 осіб/км².  Було 48 помешкань (52/км²).
Расовий склад населення:
| - 96,3 % — білих - 1,3 % — корінних американців |

До двох чи більше рас належало 2,5 %. Частка іспаномовних становила 0,0 % від усіх жителів.
За віковим діапазоном населення розподілялося таким чином: 11,2 % — особи молодші 18 років, 58,8 % — особи у віці 18—64 років, 30,0 % — особи у віці 65 років та старші. Медіана віку мешканця становила 51,0 року. На 100 осіб жіночої статі у місті припадало 142,4 чоловіків;  на 100 жінок у віці від 18 років та старших — 144,8 чоловіків також старших 18 років.
За межею бідності перебувало 28,9 % осіб, у тому числі 0,0 % дітей у віці до 18 років та 40,9 % осіб у віці 65 років та старших.
Цивільне працевлаштоване населення становило 29 осіб. Основні галузі зайнятості: освіта, охорона здоров'я та соціальна допомога — 31,0 %, мистецтво, розваги та відпочинок — 27,6 %, транспорт — 20,7 %.